# 公務員等の懲戒免除等に関する法律
公務員等の懲戒免除等に関する法律（こうむいんとうのちょうかいめんじょとうにかんするほうりつ、昭和27年4月28日法律第117号）は、大赦または復権（特定の者に対する復権を除く。）が行われる場合における公務員等に対する懲戒の免除および公務員等の弁償責任に基く債務の減免に関する法律である。
1952年（昭和27年）4月28日に公布された。

## 構成
- 本文
  - 第1条（目的）
  - 第2条（国家公務員等の懲戒免除）
  - 第3条（地方公務員の懲戒免除）
  - 第4条（出納職員、予算執行職員等の弁償責任に基づく債務の減免）
  - 第5条（懲戒の処分に基く既成の効果）
  - 第6条（懲戒の処分に基く既成の効果）
  - 第7条（資格の回復）
  - 第8条（不服申立て等との関係）
- 附則